# Naturreservat Termit und Tin-Toumma
Das Naturreservat Termit und Tin-Toumma (französisch: Réserve Naturelle Nationale de Termit et Tin-Toumma, kurz RNNTT) ist ein großes Naturschutzgebiet in Niger. Es ist nach dem Gebirge Termit und der Wüste Tin-Toumma benannt.

## Geographie

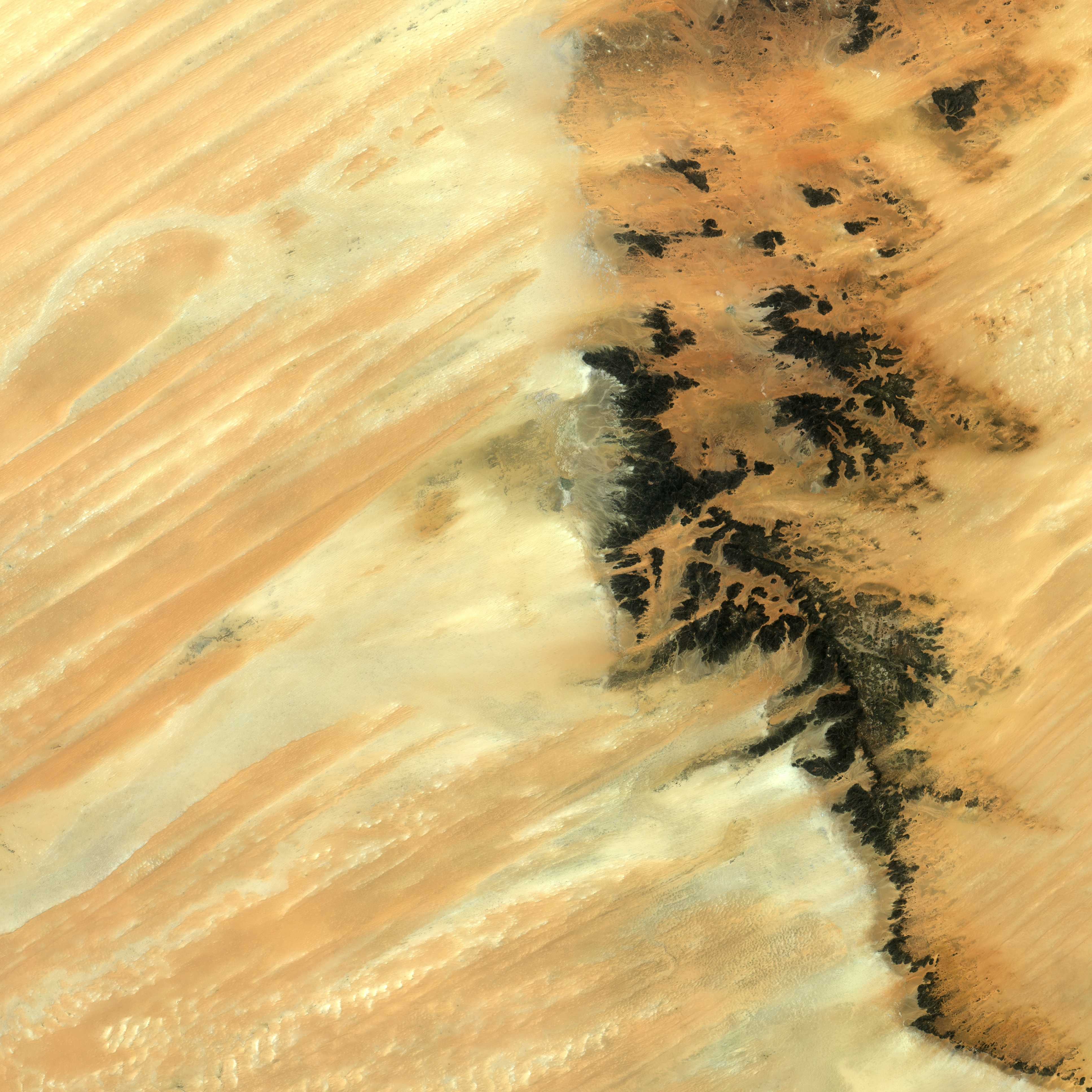
Satellitenaufnahme des von Sandwüste umgebenen Termit-Massivs (2019)

Das Naturreservat Termit und Tin-Toumma ist mit einer Fläche von 86.215 km² eines der größten Schutzgebiete auf der Landfläche der Erde. Es erstreckt sich über Teile der Regionen Agadez, Diffa und Zinder. Im Südosten reicht das Reservat bis zum Dorf Kossotori. Seine nördliche Grenze verläuft entlang einer Linie vom Dorf Bargot über den Arbre du Ténéré zum Gemeindehauptort Fachi. Nördlich davon schließt das zum UNESCO-Welterbe zählende Naturschutzgebiet Aïr und Ténéré an.
Die Regenzeit dauert ungefähr von Juli bis Oktober, wobei die Niederschläge während des Monsuns bezüglich betroffener Gebiete und Intensität unregelmäßig ausfallen. Die Temperatur beträgt dann zwischen 20 °C und 35 °C. Die etwa von November bis Februar währende kalte Trockenzeit ist vom Windsystem Harmattan geprägt, ebenso die circa von März bis Juni dauernde heiße Trockenzeit, während der Temperaturen von über 45 °C erreicht werden.
Das Naturreservat Termit und Tin-Toumma umfasst mehrere Ökosysteme. Im Norden liegt die Wüstenzone der Sahara. Daran schließen die Steppen der Übergangszone zwischen Sahara und Sahel an. Im Süden befinden sich die Baumsavannen der Sahelzone.

## Fauna
Die Fauna ist den extrem trockenen und heißen Bedingungen angepasst. Die abgeschiedene Lage des Reservats macht es zu einem Refugium für einige seltene und bedrohte Tierarten. Dazu zählen die weltweit letzte freilebende Population der Mendesantilope, die weltweit größte Population der Damagazelle – die als Symbol der nigrischen Fußballnationalmannschaft einen gesonderten nationalen Stellenwert hat – und die Population der Streifenhyäne. Alle drei Tierarten gelten als vom Aussterben bedroht.
Beim stark gefährdeten Mähnenspringer im Reservat handelt es sich um eine der beiden weltweit letzten freilebenden Populationen. Die stark gefährdete Geparden-Unterart Acinonyx jubatus hecki kommt in Niger nur hier vor. Ebenfalls stark gefährdet sind der Blassfuchs, der Honigdachs und die Kleinfleck-Ginsterkatze. Weitere Säugetierarten im Schutzgebiet sind die Dorkasgazelle, der Fennek, der Goldschakal, der Kaphase, das Libysche Streifenwiesel, der Rüppellfuchs, die Sandkatze, die Waldkatze und der Weißbauchigel.
Zu den Reptilienarten im Naturreservat Termit und Tin-Toumma zählen unter anderem die Afrikanische Langschwanzechse, die Avicennaviper, die Moilanatter, das Basiliskenchamäleon, die Wüsten-Hornviper und der Wüstenwaran. Im Termit-Massiv ist die Spornschildkröte verbreitet.
Unter den Standvögeln sind anzutreffen:
- häufig der Akaziendrossling, die Brillentaube, der Isabellsteinschmätzer, die Palmtaube, der Raubwürger, der Sahara-Steinschmätzer, der Smaragdspint, die Weißstirnlerche, die Wüstenläuferlerche, die Wüstenlerche, der Wüstenrabe, der Wüstensperling und der Wüsten-Steinschmätzer,
- ziemlich häufig die Arabertrappe, die Nubiertrappe, der Wiedehopf und der Wüstenuhu,
- gelegentlich der Blaunacken-Mausvogel, das Kaptäubchen, der Ohrengeier, der Rotbauch-Glanzstar, der Rötelfalke, der Schlangenadler und der Schmutzgeier,
- selten das Helmperlhuhn, die Sandlerche, der Schildrabe und der Steinschmätzer.

Bei den Zugvögeln kommen vor:
- häufig die Maskengrasmücke, der Rennvogel, die Schafstelze, die Weißbartgrasmücke, der Weißkehlspint und der Zilpzalp,
- ziemlich häufig der Lannerfalke und die Senegalracke,
- gelegentlich der Braunrücken-Goldsperling, der Graubrustspecht, die Haubenlerche, der Rotschnabeltoko, das Senegal-Flughuhn, die Steppenweihe, die Turteltaube und der Weißstorch,
- selten das Braunbauch-Flughuhn, die Felsentaube, der Fitis, der Flussuferläufer, die Froschweihe, der Gänsegeier, der Gabarhabicht, die Gartengrasmücke, der Gelbschnabel-Madenhacker, der Graubürzel-Singhabicht, der Grauschnäpper, der Grautoko, der Heckensänger, der Heuschreckenbussard, der Jakobinerkuckuck, der Kaptriel, die Marmornachtschwalbe, die Mehlschwalbe, die Orpheusgrasmücke, der Pirol, die Prachtnachtschwalbe, der Rallenreiher, der Savannenadler, der Rötelfalke, der Rußheckensänger, die Samtkopf-Grasmücke, der Schwalbenschwanzaar, der Schwarzmilan, der Seeregenpfeifer, der Sperbergeier, die Steinschwalbe, der Stelzenläufer, der Turmfalke, die Uferschwalbe, der Weißrückengeier, die Wiesenweihe, der Wüstengimpel und der Zwergadler.[9]

## Flora

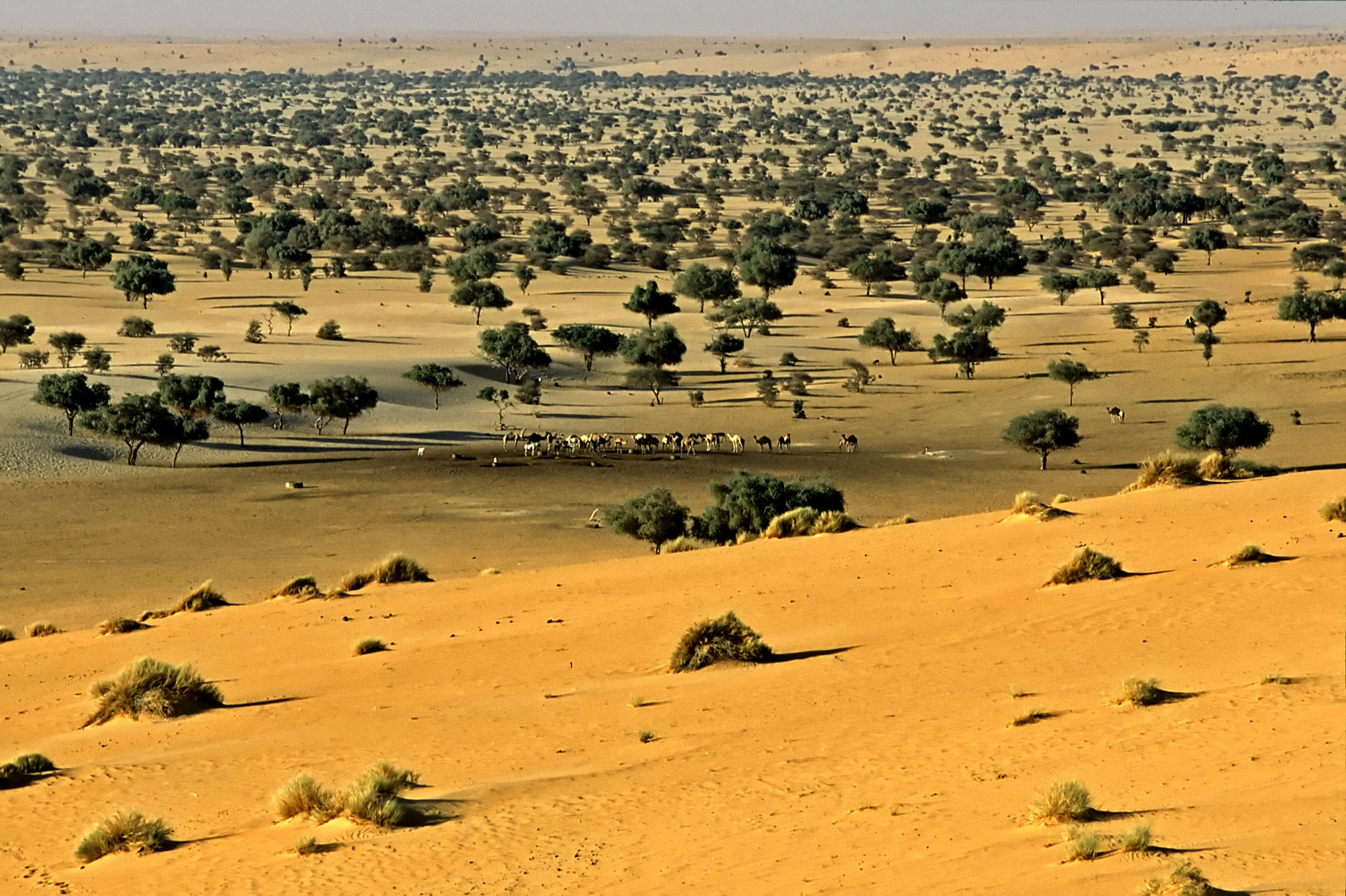
Pflanzenwelt am Rand des Termit-Massivs (2001)

Die Flora im Naturreservat Termit und Tin-Toumma ist, entsprechend dem Übergang von der Sahara im Norden zur Sahelzone im Süden, lokal unterschiedlich ausgeprägt. Die baumbestandene Vegetation des Termit-Massivs sticht aus dem umliegenden Wüstenland hervor.
Folgende Pflanzenarten wurden im Naturschutzgebiet dokumentiert:
- Peristrophe bicalyculata aus der Familie der Akanthusgewächse
- Commiphora africana aus der Familie der Balsambaumgewächse
- Anticharis glandulosa aus der Familie der Braunwurzgewächse
- Podaxis-Arten aus der Familie der Champignonverwandten
- Daucus sahariensis aus der Familie der Doldenblütler
- Aerva javanica, Alternanthera nodiflora, Alternanthera sessilis und Griechischer Fuchsschwanz (Amaranthus graecizans) aus der Familie der Fuchsschwanzgewächse
- Gisekia pharnaceoides aus der Familie der Gisekiaceae
- Oscher (Calotropis procera), Leptadenia pyrotechnica und Pergularia tomentosa aus der Familie der Hundsgiftgewächse
- Acacia laeta, Acacia raddiana, Alysicarpus ovalifolius, Cassia italica, Crotalaria podocarpa, Indigofera colutea, Indigofera hochstetteri, Indigofera senegalensis, Gummiarabikumbaum (Senegalia senegal), Sesbania sericea, Tamarindenbaum (Tamarindus indica), Tephrosia pedicellata, Tephrosia purpurea, Tephrosia subtriflora und Vachellia flava aus der Familie der Hülsenfrüchtler
- Wüstendattel (Balanites aegyptiaca), Corchorus tridens, Fagonia arabica und Erd-Burzeldorn (Tribulus terrestris) aus der Familie der Jochblattgewächse
- Kameltritt (Neurada procumbens) aus der Familie der Kameltrittgewächse
- Boscia senegalensis, Capparis sepiaria und Maerua crassifolia aus der Familie der Kaperngewächse
- Filzblättrige Jujube (Ziziphus mauritiana) aus der Familie der Kreuzdorngewächse
- Koloquinte (Citrullus colocynthis), Zuckermelone (Cucumis melo), Cucumis prophetarum und Mukia maderaspatana aus der Familie der Kürbisgewächse
- Limeum pterocarpum aus der Familie der Limeaceae
- Langkapselige Jute (Corchorus olitorius), Grewia barteri, Schmalblättriger Sternbusch (Grewia tenax) und Pavonia senegalensis aus der Familie der Malvengewächse
- Polycarpon prostratum aus der Familie der Nelkengewächse
- Opilia celtidifolia aus der Familie der Opiliaceae
- Portulak (Portulaca oleracea) aus der Familie der Portulakgewächse
- Cordia sinensis und Heliotropium strigosum aus der Familie der Raublattgewächse
- Ruta tuberculata aus der Familie der Rautengewächse
- Zahnbürstenbaum (Salvadora persica) aus der Familie der Salvadoraceae
- Cyperus conglomeratus, Cyperus laevigatus und Knolliges Zypergras (Cyperus rotundus) aus der Familie der Sauergrasgewächse
- Ballonrebe (Cardiospermum halicacabum) aus der Familie der Seifenbaumgewächse
- Rogeria adenophylla aus der Familie der Sesamgewächse
- Monsonia heliotropioides aus der Familie der Storchschnabelgewächse
- Aristida adscensionis, Aristida funiculata, Aristida mutabilis, Aristida pallida, weitere Aristida-Arten, Cenchrus biflorus, Cenchrus ciliaris, Cenchrus prieurii, weitere Stachelgräser-Arten, Chloris pilosa, Cymbopogon schoenantus, Dactyloctenium aegyptiacum, Dantonia forskhlii, Echinochloa colona, Eragrostis barrelieri, weitere Liebesgräser-Arten, Panicum laetum, Panicum turgidum, Pennisetum americanum und Stipagrostis vulnerans aus der Familie der Süßgräser
- Tamarix senegalensis aus der Familie der Tamariskengewächse
- Bergia suffruticosa aus der Familie der Tännelgewächse
- Ipomoea eriocarpa und weitere Prunkwinden-Arten aus der Familie der Windengewächse
- Chrozophora brocchiana und Euphorbia granulata aus der Familie der Wolfsmilchgewächse
- Sesamum alatum aus der Familie der Yamswurzelgewächse[11]

## Besiedlung und Nutzung durch den Menschen

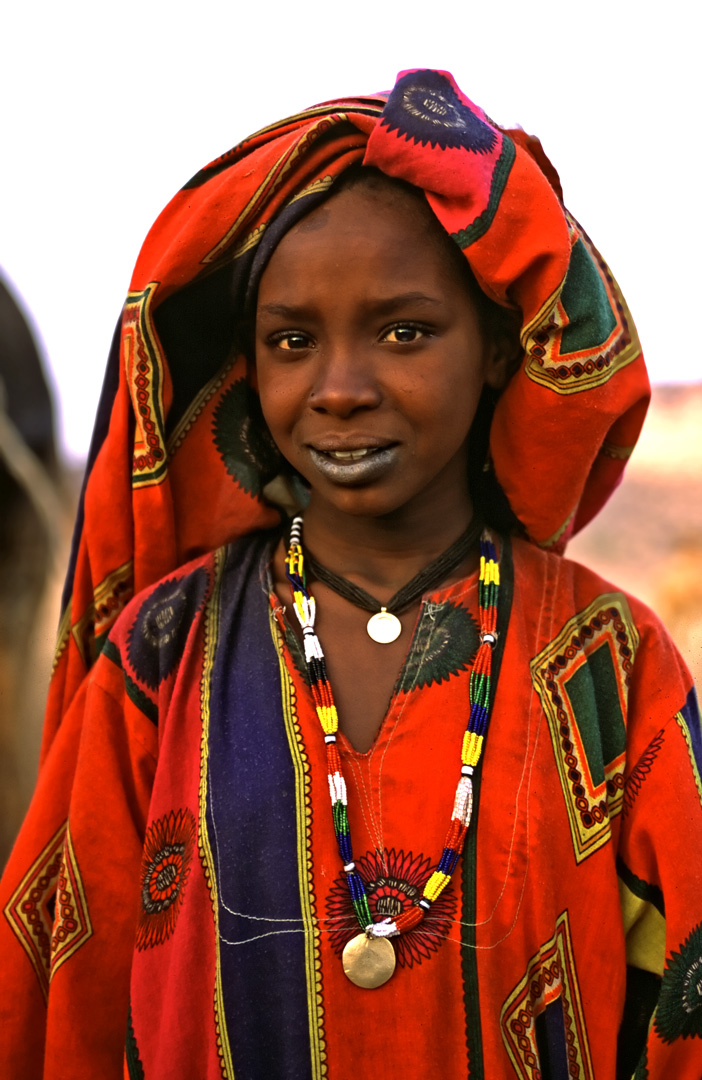
Eine junge Frau im Termit-Massiv (2001)

Im Naturreservat Termit und Tin-Toumma leben etwa 2500 bis 5000 Nomaden. Die dominante Wirtschaftsform ist der Pastoralismus, der vor Herausforderungen bezüglich des Zugangs zu Wasser und Weideflächen steht. Es werden hauptsächlich Kamele, ferner Schafe und Ziegen gehalten. Bei den Viehzüchtern handelt es sich in ethnischer Hinsicht um Tubu, Araber und Tuareg. Die Akazien im Termit-Massiv dienen als Baumaterial, Viehfutter und medizinischen Zwecken. Spornschildkröten aus dem Termit-Massiv werden als Haustiere für die Gärten der großen Städte Nigers verkauft.
Es gibt mehrere archäologische Fundplätze im Reservat. Dazu zählen die große jungsteinzeitliche Nekropole von Gobero und die jungsteinzeitlichen Fundorte im Gossolorom. Die Tubu-Untergruppe der Teda kam aus dem Tibesti und erreichte die Region im 18. Jahrhundert. Angehörige der Tubu-Untergruppe Daza aus dem Erg du Djourab wanderten im 19. Jahrhundert ein. Im 20. Jahrhundert kamen als Folge der Kolonisation und der sich häufenden Dürren Tuareg aus dem Aïr und Koutous sowie Fulbe und Kanuri aus dem Manga in das Gebiet.
Die China National Petroleum Corporation wurde 2008 an der östlichen Peripherie des Naturreservats in der Erdölgewinnung aktiv. Die Erschließung der Förderstätten führte zu Verschmutzungen des Grundwassers und der Bodenoberflächen. Die eingesetzten Lastwägen und Bulldozer griffen massiv in das Landschaftsbild ein und zerstörten mehrere Weideflächen.
Dorkasgazellen und Trappen innerhalb des Reservats sind von Wilderei betroffen. Zum Schutz der Erdölförderung abgestellte Mitglieder der Streitkräfte Nigers jagen sie mit ihren Fahrzeugen, bis die Gazellen auf Grund von Stress an Herzversagen sterben. Daneben gibt es eine von lokal ansässigen Tuareg und Tubu praktizierte Wilderei, die auf den Verkauf des Fleisches der Tiere in Städten wie Tanout, Zinder und Diffa zielt.

## Geschichte des Naturreservats
Das Termit-Massiv für sich genommen steht seit 2006 auf der Tentativliste zum UNESCO-Welterbe. Die Vorbereitung zum Naturreservat Termit und Tin-Toumma verlief parallel zur Erschließung der Erdölförderung. Geplant war, mit dem neuen Reservat den Anteil des unter Naturschutz stehenden Territoriums Nigers von 6,6 auf 14,2 Prozent zu erhöhen und damit einem der Millenniums-Entwicklungsziele der Vereinten Nationen mit der Vorgabe von mindestens 12 Prozent zu entsprechen, woran Zuwendungen im Rahmen der Entwicklungszusammenarbeit gekoppelt waren. Der Vorbereitung diente das von 2006 bis 2012 durchgeführte länderübergreifende Projekt Antilopes Sahélo-Sahariennes, dessen übergeordnetes Ziel die Erhaltung und Wiederherstellung der einzigartigen und bedrohten Biodiversität des Sahara-Sahel-Raumes war. Dabei sollte ein Gleichgewicht der Maßnahmen zur sozialen und zur ökologischen Entwicklung erreicht werden. Das Projekt Antilopes Sahélo-Sahariennes wurde in Niger unter anderem vom staatlichen französischen Entwicklungsfonds, von der Europäischen Union und von der nigrischen Regierung finanziert.
Das Naturreservat Termit und Tin-Toumma wurde am 6. März 2012 gegründet. Ursprünglich erstreckte es sich über eine Fläche von 97.000 km². Im Gründungsdekret wurde festgelegt, dass die Jagd sowie die Nutzung von Pflanzen und Bodenschätzen teilweise oder vollständig, vorübergehend oder dauerhaft Beschränkungen unterworfen sein können. Vorbehaltlich einer Umweltverträglichkeitsprüfung war die Erschließung von Bodenschätzen erlaubt. Die Einrichtung des Naturreservats stand im Widerspruch zu einer Vereinbarung zwischen der China National Petroleum Corporation und der Regierung Nigers, wonach im Erdölfördergebiet keine Unterschutzstellungen erfolgen durften.
In einem am 5. November 2018 abgeschlossenen Vertrag mit einer Laufzeit von zwanzig Jahren übertrug die Regierung die Verwaltung des Naturreservats Termit und Tin-Toumma an die französische Nichtregierungsorganisation Association Noé. Die 2001 gegründete und nicht auf Gewinn gerichtete Organisation hatte mit Parcs de Noé ein weltweites Schutzprogramm für Biodiversität eingerichtet. Nach Angaben von Association Noé zeigte die China National Petroleum Corporation ein Desinteresse an einer Zusammenarbeit und an der Wahrung der gleichen Umweltschutzstandards, die der Ölkonzern in seiner Heimat China einhielt.
Als die China National Petroleum Corporation ihre Aktivitäten weiter ins Naturschutzgebiet ausdehnen wollte, gab die nigrische Regierung 2019 bekannt, 45.000 km² im Osten außer Schutz stellen und dafür die gleiche Fläche Richtung Westen erweitern zu wollen. Damit wären Gebiete ohne großes ökologisches Interesse unter Schutz gestellt worden, während der Hauptlebensraum für viele Wildtiere wie die Mendesantilope diesen Schutz verloren hätte. Im Jahr 2021 wurden die Grenzen im Osten mit einer Gesamtfläche von 86.215 km² neu adaptiert. Im selben Jahr errichtete die Association Noé ein Parkzentrum im Termit-Massiv, das Büros, Wohnungen, Garagen und Lagerräume für einhundert Mitarbeiter umfasst.